# Atlasz (hegység)
Az Atlasz (arabul جبال الأطلس – Ǧibāl al-Aṭlas, magyarosan Dzsibál el-Atlasz) 2400 kilométer hosszúságban és 300–400 km szélesen elnyúló hegylánc Észak-Afrikában, Marokkó, Algéria és Tunézia területén. Az Alpi-himalájai-hegységrendszer legnyugatibb tagja, az afrikai kontinens egyetlen alpi típusú hegysége. Hozzátartoznak Gibraltár hegyei is. Zömében az Eurázsiai-hegységrendszer tagja, de variszkuszi, sőt még ősibb kőzetek is előfordulnak területén. Fiatal lánchegység, amely több vonulatból áll.
Az Atlasz választó vonalat képez a Földközi-tenger, továbbá az Atlanti-óceán partjai és a Szahara  között.
Legmagasabb csúcsa a marokkói Magas-Atlaszban található, 4167 méter magas Dzsebel Túbkál; a második legmagasabb csúcsa a 4071 méteres M'Goun. 
A hegység lakói Marokkóban főleg berberek, Algériában pedig arabok.

## Geológiája

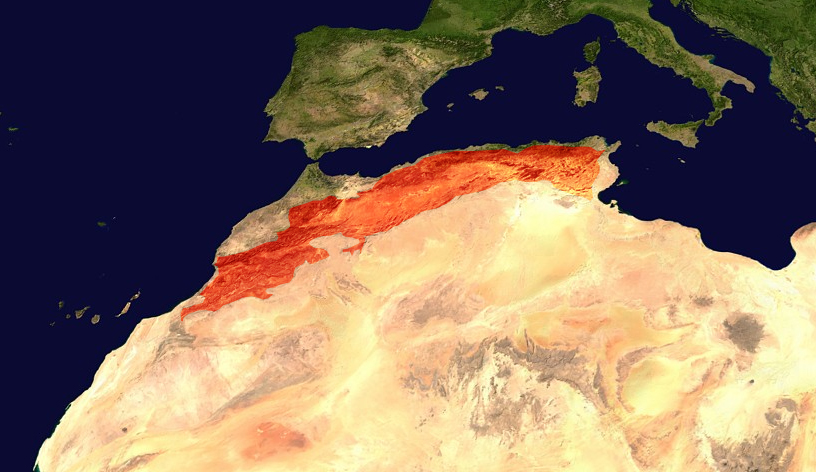
Az Atlasz hegység Északnyugat-Afrikában, vörössel jelölve

Az Afrika és Európa között egykor húzódó Tethys-óceánban lerakódott üledékekből gyűrődött fel a krétában és a harmadidőszakban. Földtani felépítés szerint két Atlasz-hegység létezik: 
- a Parti-Atlasz az északi, Földközi-tenger menti vonulatokból áll. A fiatalon (oligocén, miocén) takaróredőkbe gyűrődött mezozoós és harmadidőszaki üledékekből ősi (Nagy Kabilia) és fiatal gránitmagok, vulkáni takarók emelkednek ki. A vonulatok között medencék mélyülnek;
- déli vonulatait Szaharai-Atlasz néven foglalják össze. A prekambriumi és variszkuszi kristályos tömegekhez mezozoós üledékek gyűrődtek a krétában és főleg az eocénban. Vonulatainak mai helyzete és magassága a miocén utáni földkéregmozgások hatására alakult ki. A déli lábánál húzódó nagy-szerkezeti vonalat tekintik geológiailag Afrika határának.

## Részei
A hegységet két fő részre: Nyugati- és Keleti-Atlaszra osztjuk. A két fő rész között a Mulúja (Moulouya) völgye, meg a Szaharában elvesző Guir-vádi a határ. 

### Nyugati-Atlasz
Marokkóban, az Atlasz nyugati részének négy fő vonulata (északról dél felé):
- Rif-hegység (másképp: Rif-Atlasz)
- Középső-Atlasz
- Magas-Atlasz
- Anti-Atlasz

A Nyugati-Atlasz vonulatai között egy-egy folyó siet az Atlanti-óceán felé:
- A Sebou (Szebu) folyó a Rif-Atlasz és a Középső-Atlasz között
- A Rebia (Rbia) folyó a Középső- és a Magas-Atlasz között. További választóvonal az El-Abid vádi és a Mulúja felső folyásának völgye.
- A Sous (Szusz) folyó a Magas- és az Anti-Atlasz vonulata között. Ezen kívül a Magas-Atlaszt a kevésbé magas Anti-Atlasztól a Dadès és a Todra völgye választja el.

#### Rif-Atlasz
A Rif-hegység a Földközi-tenger délnyugati partvidékén elhelyezkedő hegyvonulat Észak-Afrikában, Marokkó északi részén. Kb. 400 km hosszan húzódik Tangertől, Ceután át Melilláig. Délen a Gharb (Garb)-síkság, az Alsó-Moulouya-síkság és a Taza-folyó határolja és választja el a Középső-Atlasztól. Meredek sziklafallal, számtalan szirttel rendelkezik, a sziklafalakban sok a barlang. Ma már csak a szirti galambok lakóhelyei, de még 250 évvel ezelőtt hírhedt földközi-tengeri kalózoknak adtak jó búvóhelyet.

Mély szurdokvölgyek és éles csúcsok tarkítják. Keleten a hegység magaslatai elérik az 1800 métert, a középső rész legmagasabb pontja a Tidirhine 2455 méter.

#### Középső-Atlasz
A Középső-Atlasz neve inkább marokkói topográfiai helyzetére, mint magasságára utal. A DNy-ÉK-i irányban kb. 200 km hosszan húzódó hegység legmagasabb pontja 3340 m. Délnyugaton szinte egybeforr a Magas-Atlasszal, de a többi irányban határozottan elkülönül környezetétől. Éghajlata a mediterrán hegységi változata, viszonylag esős. A csapadék a csúcsokon nyugatról kelet felé évi 1200-ról 900 mm-re, északról délre pedig 800 mm alá csökken. Novembertől májusig a havazás sem ritka és a hótakaró esetleg hetekig eltarthat. Jelentős területeket borítanak - főleg északon - a paratölgyesek. 

#### Magas-Atlasz
Az egész Atlasz hegység legkiemelkedőbb vonulata a Magas-Atlasz. Nyugaton az Atlanti-óceán partjára fut ki, északon a Marrákesi-medence (arab neve: Hauz), a Középső-Atlasz hegyei, valamint a Mulúja-völgy felső szakasza határolja. Keleti végződését nehéz megállapítani, nagyjából a marokkói államhatárig tart. 
Ny-DNy-K-ÉK irányban teljes hossza kb. 800 km. Délen a Daoura (Daura) és Dadés vádik felső szakaszának tektonikus árka, illetve a Sous- (Szusz-) medence választja el az Anti-Atlasztól. E két hegység a Siroua (Szirua) lávafennsíkján kis szakaszon közvetlenül is érintkezik. 
A Tizi n'Tichka-hágó mentén két részre választható: Nyugati-Magas-Atlaszra és Keleti- (vagy Mészköves-) Magas-Atlaszra. A keleti rész szárazabb mint nyugati szomszédja; főgerincétől délre már csak évi 100-200 mm csapadékot kap. A nyugati rész éghajlata mediterrán klíma hegységi, száraz változata. Csupán legmagasabb részei kapnak évi 700-800 mm csapadékot, máshol 500 mm körül. 
A Magas-Atlaszt kelet-nyugati irányban egyetlen jelentős völgy sem szakítja meg az égbenyúló, az év nagy (vagy jelentős) részében hóval fedett sziklákat. Itt van az egész Atlasz-hegység legmagasabb csúcsa, a Toubkal. A hegységen keresztül észak-déli irányban a közlekedés nehéz. Csak néhány szoros biztosít jó átkelést. A többi helyen az utak 3000 méterig kígyóznak fel. Az utóbbiakat télen a nagy hó miatt nemigen lehet használni.

#### Anti-Atlasz
Az Anti-Atlasz szerkezetét, kőzeteit és kialakulását tekintve erősen eltér az Atlasz többi tagjától. Kemény kristályos rögei inkább az afrikai tönkhöz, mint az Eurázsiai-hegységrendszerhez tartoznak. Növényzete is inkább a Szaharához, mint a Mediterráneumhoz hasonlít. Északi és nyugati lejtői kissé csapadékosabbak, a déli oldal viszont éghajlati és növényzeti szempontból is átmenet a sivatag felé.

### Keleti-Atlasz
Az Atlasz keleti része Algéria északi részén két párhuzamos vonulatból áll:
- északon a Parti-Atlasz vagy másképp a Tell-Atlasz
- délen a Szahara-Atlasz vagy Szaharai-Atlasz
- a fenti két fő vonulat közé ékelődik a Sott- vagy más néven a Berber-fennsík

Az északi vonulat a Rif-Atlasz folytatása. Mintegy 1500 km hosszan húzódik. Közvetlenül a Földközi-tenger partjáról szökik 1500 vagy akár 2000 méter fölé. 
Legmagasabb pontja 2308 méter (Lalla Khedidja), Algírtól keletre, a vad, szakadékos Kabil-földön van. A Tell- (vagy Parti-) Atlasz több keleti-nyugati irányú párhuzamos vonulatát a haránt irányú folyóvölgyek rövid szakaszokra darabolják. A magasabb részeket erdők, a völgyeket jól gondozott gyümölcsös és zöldségeskertek tarkázzák. Innen ered a hegység elnevezése (Tell = termékeny, jó minőségű föld). 
A Tell-Atlasz déli oldalán meredeken zuhan le a Sott-fennsíkig (a tengerszint felett 800–1000 m), melynek belsejében számos lefolyástalan, elmocsarasodott sóstó, úgynevezett sott van. Nyár elejéig még csak kitart bennük a téli esővíz, de a nyár közepére szürkésfehér színű sós agyaggá szárad a tavak feneke. 
A Sott- (vagy Berber-) fennsík kb. 1000 km hosszú, de 100 km-nél  sehol nem szélesebb. 1000-1500 méter átlagmagasságú. Egyhangú hullámos felszín, település csak imitt-amott akad rajta. Kemény telek és forró nyarak jellemzik. 
A fennsíkhoz délről csatlakozó, a tengerparttal és a Tell-Atlasszal párhuzamos Szaharai-Atlasz legmagasabb pontja a Dzsebel Aïssa (2236 m). Itt a Szaharai-Atlaszban termékenységről már szó sem lehet. Még a legmagasabb csúcsokon sem éri el a csapadék évi mennyisége a 400 mm-t. Legfeljebb gyér füvű legelő nő meg rajta. A Szaharára néző lejtők kősivatagok. Az úgynevezett szaharai kapukon kelnek át a hegységen a nagy múltú (karaván)utak, amelyeknek kijáróiba oázisvárosok települtek. 
A Szaharai- és a Tell-Atlasz egyesülő-, és Tunéziába is átnyúló keleti része az Aurés (Oresz-) hegység.

## Képek

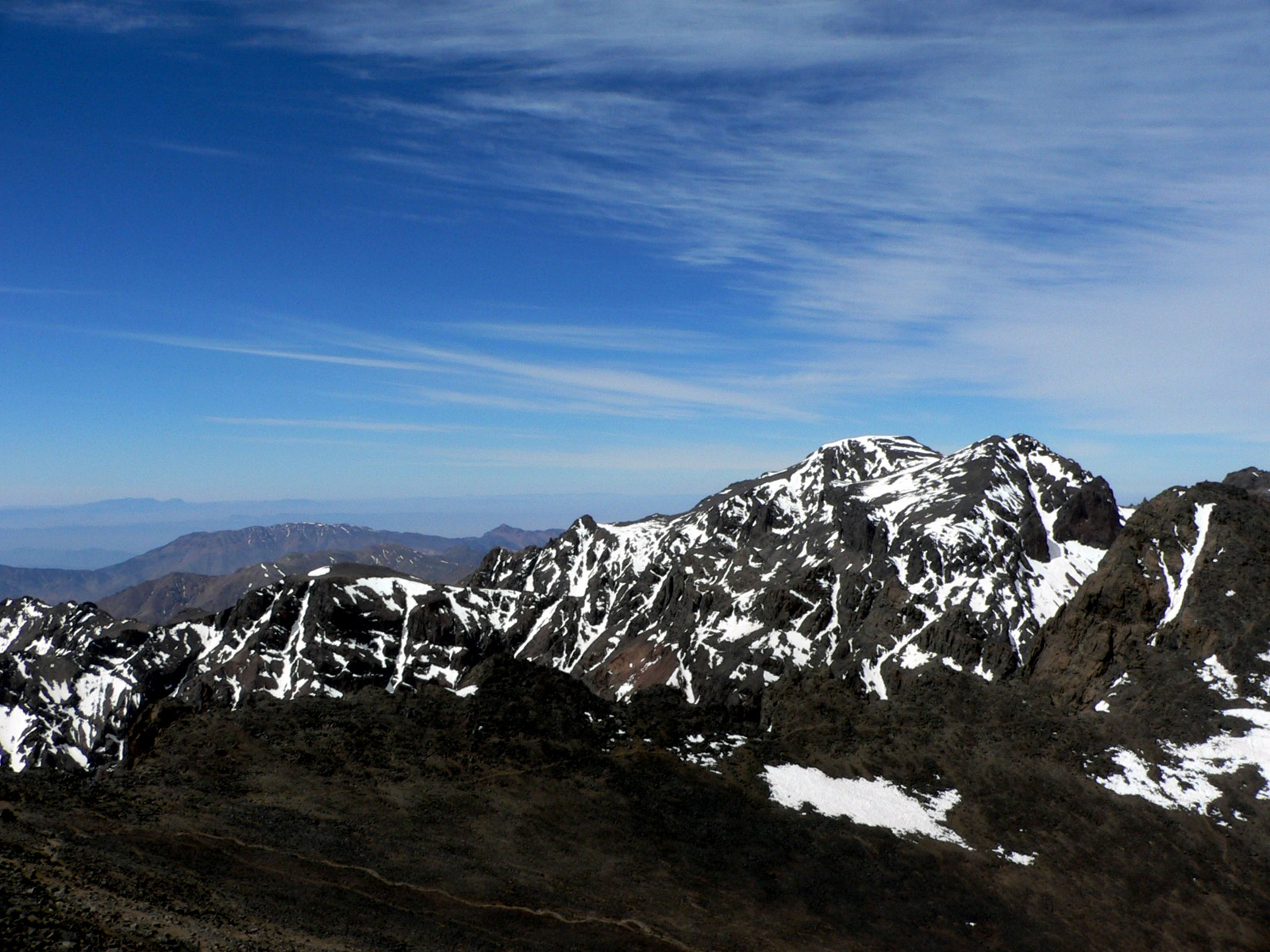
A Dzsebel Túbkal, az Atlasz legmagasabb csúcsa
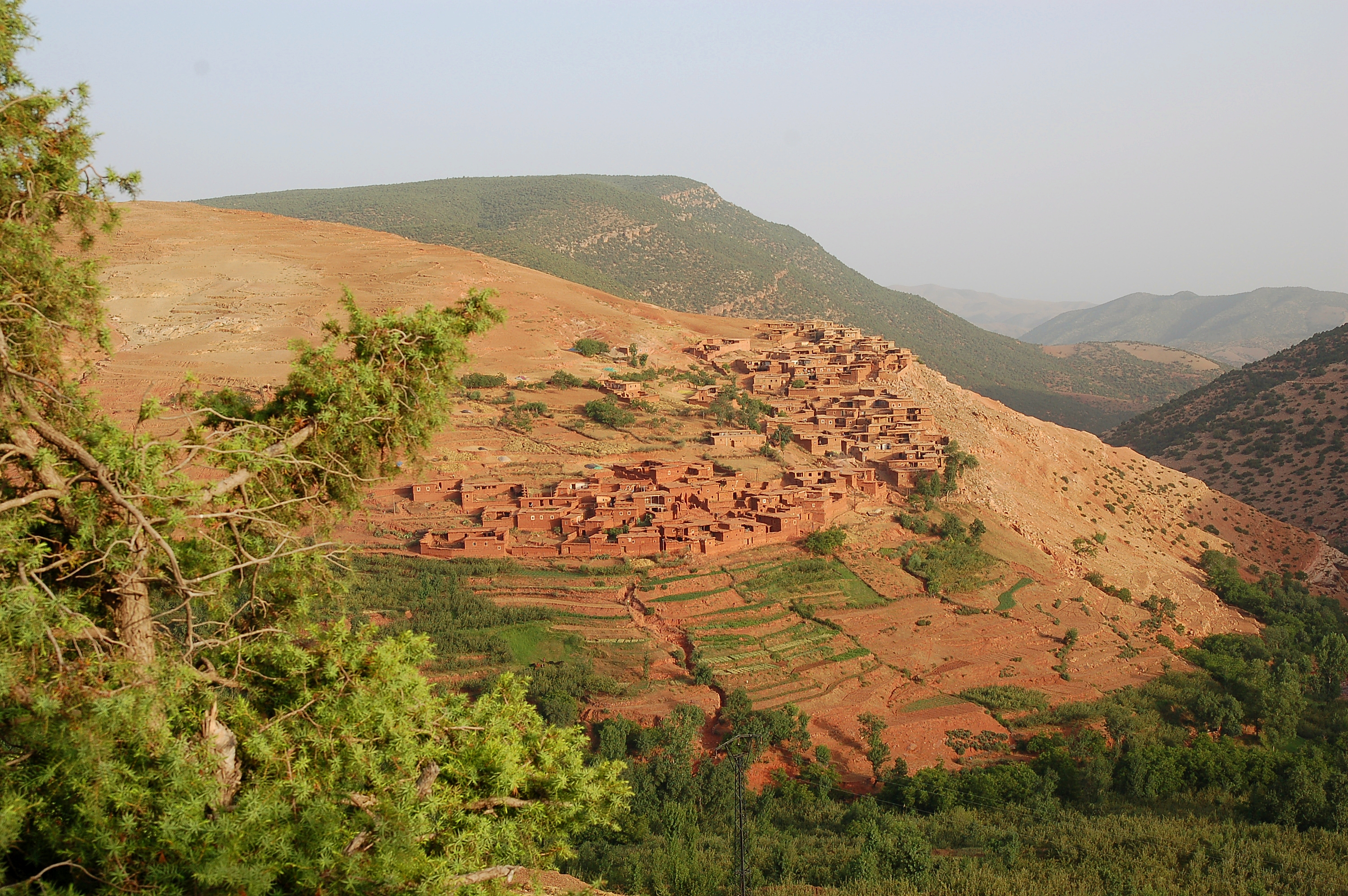
Berber falu Marokkóban, a Magas-Atlaszban, Imlil völgyben